# سالا بولونیزه
سالا بولونیزه (به ایتالیایی: Sala Bolognese) یک کومونه در ایتالیا است که در استان بولونیا واقع شده‌است.

## خصوصیات
سالا بولونیزه ۴۵٫۲ کیلومترمربع مساحت و ۸٬۲۸۶ نفر جمعیت دارد و ۲۵ متر بالاتر از سطح دریا واقع شده‌است.